# 기오로시역
기오로시역(일본어: 木下駅, きおろしえき)은 일본 지바현 인자이시에 있는 동일본 여객철도(JR 동일본) 나리타선(아비코 지선)의 철도역이다.

## 역 구조
- 상대식 승강장 2면 2선의 자상역이고, 교상역사를 가진다.

### 타는 곳
| 1 | ■ 나리타선 | 나리타 방면         |
| 2 | ■ 나리타선 | 아비코, 우에노 방면 |

## 역세권 정보
- 인자이 시청
- 인자이 경찰서

## 이용 상황
- 2008년도의 승차 인원은 1일 평균 4,134면이었다.
  - 도네강을 끼운 맞은 편의 이바라키현 기타소마군 도네정의 사용자도 있다.

## 역사
- 1901년 4월 1일 - 나리타 철도 아지키역 - 아비코역 구간의 개통시에 개업.
- 1920년 9월 1일 - 나리타 철도의 매수, 국유화에 의해 일본국유철도(철도원)의 역이 된다.
- 1987년 4월 1일 - 국철 분할 민영화에 의해 동일본 여객철도의 역이 된다.
- 2008년 12월 17일 - 교상역사의 사용을 개시.

## 인접한 역
| 동일본 여객철도 나리타선 (아비코 지선) | 동일본 여객철도 나리타선 (아비코 지선) | 동일본 여객철도 나리타선 (아비코 지선) |
| -------------------------------------- | -------------------------------------- | -------------------------------------- |
| 후사 시나가와 방면                     | ■ 나리타선 아비코 지선                 | 고바야시 나리타 방면                   |